# خلية سلفية عظمية غضروفية
الخلايا السلفية العظمية الغضروفية خلايا سلفية تنشأ من الخلايا الجذعية المتوسطة (الميزنشيمية) في نخاع العظام. تستطيع هذه الخلايا التمايز إلى الخلايا بانيات العظم أو الخلايا الغضروفية تبعًا لجزيئات الإشارات الخلوية التي تتلقاها، ما يؤدي إلى تكوين العظام أو الغضاريف على التوالي. الخلايا السلفية العظمية الغضروفية مهمة لتكوين العظام وبقائها.

## الاكتشاف
يُعد ألكسندر فريدنشتاين وزملاؤه أول من حدد الخلايا السلفية العظمية الغضروفية في أنسجة متعددة لدى الثدييات، قبل وضع أي معايير وراثية أو شكلية لنخاع العظم أو الأنسجة الضامة. يمكن التعرف على الخلايا العظمية السلفية من خلال ارتباطها بالبنى العظمية أو الغضروفية الموجودة، أو من خلال مواقعها لدى الجنين، لأن أماكن تكوين العظام والغضاريف لدى الجنين أصبحت معروفة.

## الإشارات الخلوية والتمايز
يمكن العثور على الخلايا السلفية العظمية الغضروفية بين الخلايا الميزنشيمية وبانيات العظم المتمايزة والخلايا الغضروفية. تتمايز الخلايا السلفية العظمية الغضروفية إلى بانيات العظم أو الخلايا الغضروفية من خلال جزيئات وإشارات مختلفة.

### التمايز إلى الخلايا الغضروفية
الخلايا الغضروفية موجودة فقط في الغضاريف حيث تنتج مِطرقًا غضروفيًا للحفاظ على بنية الغضروف. يجب أن توجد البروتينات Sox9 و L-Sox5 و Sox6 لتتمايز الخلية السلفية العظمية الغضروفية إلى خلايا غضروفية. يمكن العثور على عامل النسخ Sox9 في مواقع مختلفة في الجسم (البنكرياس والجهاز العصبي المركزي والأمعاء) ويوجد أيضًا في الخلايا طليعة الغضروفية، ما يشير إلى دوره المهم في تكون الغضروف.

### التمايز إلى بانيات العظم
بانيات العظم خلايا تتجمع معًا لتكوين الوحدات العظمية (العظمونات) التي تنتظم لتكوين العظام. يُعد عامل النسخ Runx2 (الذي يُعرف أيضًا باسم Cbfa1)، و Osx (إصبع الزنك الذي يحمل عامل نسخ) ضروريان لتمايز الخلايا السلفية العظمية الغضروفية إلى الخلايا بانيات العظم. لهذه العوامل دور في نضج الخلايا الغضروفية الضخامي.

### كاتينين بيتا
يلعب كاتينين بيتا في مسار إشارات دبليو إن تي المعياري دورًا في تحديد مصير الخلية السلفية، فهو حاسم في تكوين الخلايا العظمية، وتمايز الخلايا الغضروفية إلى بانيات العظم. يؤدي توقف المسار بأكمله إلى الموت الجنيني المبكر، وبالتالي فإن معظم الأبحاث من هذا النوع تستخدم التعطيل الشرطي للمسار.

### عامل النمو المحول بيتا
يتشكل معظم الفك السفلي من خلال التعظّم داخل الغشاء، إذ يحدث التعظم داخل الغضروف في المنطقة القريبة. يكون عامل النمو المحول بيتا مهمًا لتكاثر الخلايا والتمايز في أثناء تكوّن الهيكل العظمي. خلال هذه العملية، يمكن لعامل النمو هذا تحفيز التمايز إلى الخلايا الغضروفية أو بانيات العظم عبر مسارات إشارات FGF و Msx1 و Ctgf. أدى تعطيل جين عامل النمو المحول بيتا إلى الوفاة. وأدى تعطيل القطعة r2 في الخلايا السلفية العظمية الغضروفية في العرف العصبي القحفي إلى تمايز أسرع للخلية السلفية العظمية وتكوين غضروفي غير منظم.
يحدد عامل النمو المحول بيتا سلالات الخلايا في أثناء التعظم داخل الغضروف من خلال مسارات إشارات Sox9 و Runx2. سيعمل هذا العامل بصفة محفز لتكوين الغضروف، ومثبط للتمايز العظمي، عن طريق منع عامل Runx2 من خلال تنشيط Smad3. يحفز Sox9 التمايز إلى خلايا غضروفية. وُجد أن الخلايا السلفية العظمية الغضروفية المعطلة بتأثير Sox9 تعبر عن جينات محددة لبانيات العظم، ما يعيد برمجة الخلايا لتعطي النسيلة العظمية. 
سيؤدي فقدان إشارات عامل النمو المحول بيتا إلى انخفاض نشاط Sox9، دون أن يمنعه تمامًا، ما يشير إلى وجود عوامل ومسارات إشارات أخرى تنظم نشاط Sox9. بمجرد فقدان نشاط Sox9، يهيمن التمايز إلى السلالة العظمية.